# 1768 en France
Chronologie de la France
- 1764
- 1765
- 1766
- 1767
- 1768
- 1769
- 1770
- 1771
- 1772

Cette page concerne l’année 1768 du calendrier grégorien.

## Événements
- 5 janvier : minimum de température à -17,1° à Paris[1], -9° à Marseille[2]. Le Rhône est gelé à Arles et Avignon. Des oliviers sont gelés en Provence[3].
- 3 février : début de l’affaire de Mantes. La Cour des aides de Paris ouvre une instruction à la suite des plaintes des habitants de Mantes au sujet des méthodes employées par les commissaires aux impositions de Bertier de Sauvigny pour récupérer le déficit de la recette de la taille dans l’élection de Mantes-et-Meulan. Le contrôle général et l’intendance de Paris prennent très mal la démarche de la cour. Ils la soupçonnent d’avoir monté l’affaire pour nuire à la taille tarifée mise en place par Bertier de Sauvigny et l’accusent d’avoir interrompu le recouvrement de la taille dans l’élection de Mantes. L’affaire est évoquée devant le Conseil du roi le 6 mai. Le 2 juin, Malesherbes, conformément aux ordres du 16 mai, envoie au roi l’expédition de l’information faite à Mantes avec des observations contre la procédure suivie pour la perception des tailles[4].
- 7 février : déclaration concernant la répartition de la taille, qui étend à toutes les généralités le mode de recensement des biens-fonds et de la répartition de la taille mis en pratique dans celles de Limoges et de Châlons[4].
- Février : Voltaire publie à Genève L’Homme aux quarante écus, un réquisitoire en bonne et due forme contre les doctrines physiocratiques[4].

- 13 avril : arrestation du marquis de Sade à la suite de l’affaire Rose Keller. Le Courrier du Bas-Rhin se fait l’écho des exploits du marquis, qui aurait entraîné dans sa maison d’Arcueil une pauvre femme pour lui faire subir des sévices et pour la contraindre à des actes blasphématoires le jour de Pâques (3 avril)[5].
- Avril : édit donné à Versailles, enregistré en parlement avec modification le 22 avril, portant suppression de plusieurs offices et portant prolongation du don gratuit des villes pour cinq ans à partir de 1770[6].

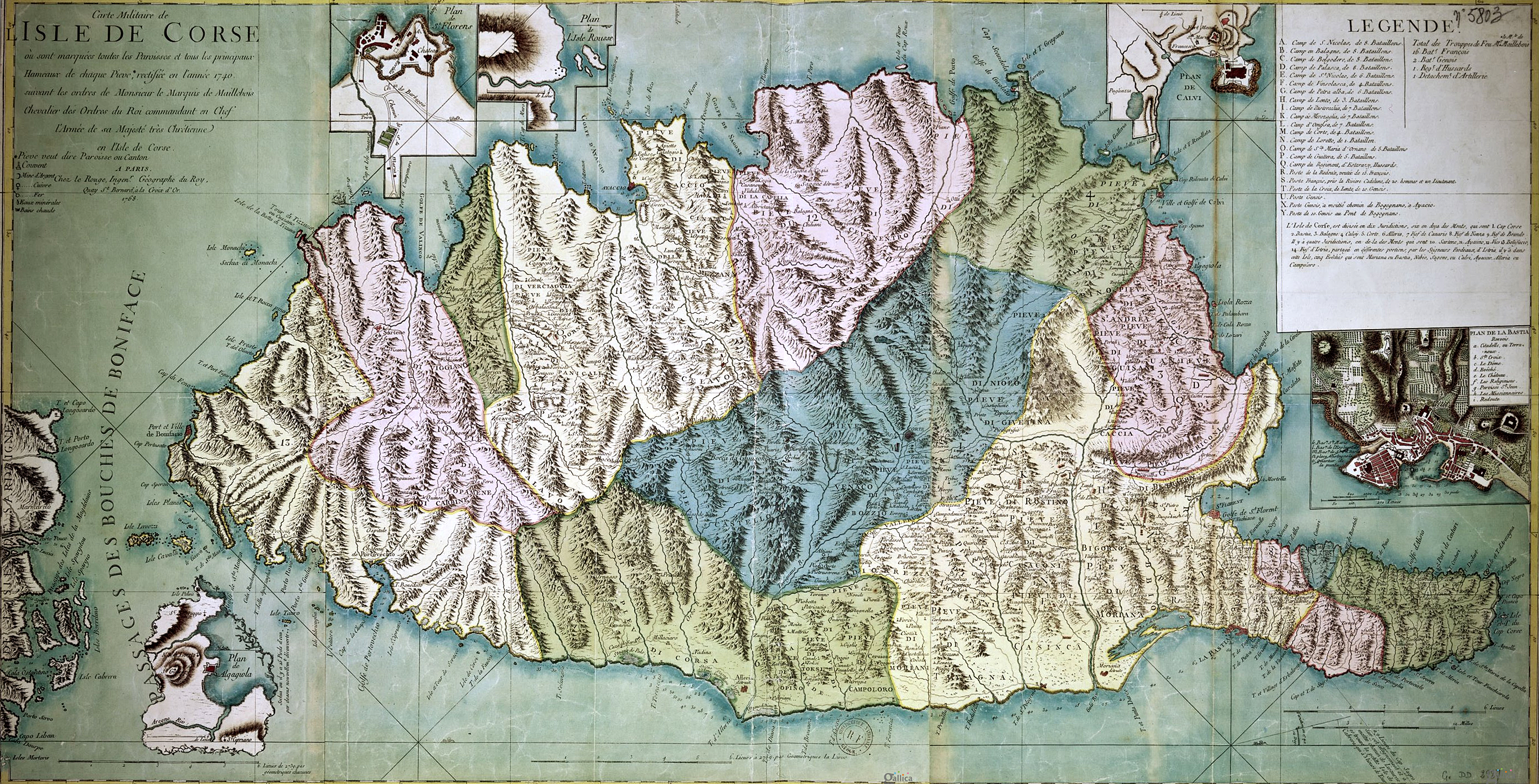
Carte militaire de l'Isle de Corse, 1768.

- 15 mai : Gênes, incapable de réduire la révolte dirigée par Pascal Paoli, abandonne au roi de France ses droits sur la Corse au traité de Versailles[7]. En juin, le roi crée à Bastia un conseil supérieur pour la justice insulaire[8].

- 11 juin : occupation du Comtat pour des raisons de lutte contre la contrebande douanière et de brouille avec le pape sur la question des Jésuites (fin en 1774)[9].
- 24 juin : mort de la reine de France Marie Leszczynska[10].

- 9 juillet : remontrances de la Cour des aides sur la déclaration du 7 février, rédigées par Malesherbes, complétées par d’itératives remontrances le 21 août et le 4 septembre. Elles dénoncent l’augmentation de la taille en 1768 et les nouveaux règlements jugés arbitraires sur sa répartition. La Cour des aides réclame la fixité de tous les impôts. Le 13 juillet, elle promulgue un arrêt ordonnant que les États de toutes les impositions soient déposés à son greffe, arrêt qui est cassé par le conseil le 12 août. Le 13 août des lettres de jussion ordonnent l’enregistrement forcé de l’édit de juillet 1766 et l’enregistrement de la déclaration du 7 février. Le roi répond aux remontrances le 18 août, accusant la cour d’obstruction systématique et d’outrepasser ses compétences, et réaffirme que l’objectif de la déclaration du 7 février est une meilleure répartition des tailles et non une augmentation de l’impôt. La réponse royale est imprimée et diffusée par le contrôleur général des finances L’Averdy « pour détruire et les fausses impressions et l’effet fâcheux des Remontrances »[4].

- 24 août : Louis Bénigne François Bertier de Sauvigny est associé à son père comme intendant adjoint de la généralité de Paris[4].
- Août : à la suite de l’affaire La Chalotais (cf. 1766), le gouverneur de Bretagne, le duc d’Aiguillon, doit démissionner face à l’obstruction (antifiscale et autre) de la part des États et des parlementaires[11]. Le duc de Duras, qui lui succède le 11 septembre, rétablit dans ses droits et fonctions le parlement de Bretagne (juillet 1769).
- 1er septembre : Guillaume Du Barry épouse Mademoiselle de Vaubernier, allias Jeanne Bécu, qui devient la  comtesse du Barry[10].
- 1er septembre et 5 septembre : la Cour des aides enregistre l’édit de juillet 1766 sur l’exemption de taille et la déclaration du 7 février avec modifications, qui dénaturent les deux textes originaux. Le 20 septembre, le contrôleur général L’Averdy envoie la déclaration du 7 février aux intendants de province avec les modifications[4].

- 15 septembre : René Charles de Maupeou est nommé chancelier de France. Il renonce le lendemain en faveur de son fils René-Nicolas de Maupeou[12].
- 18 septembre : René-Nicolas de Maupeou devient garde des sceaux de France[13].
- 27 septembre : renvoi du contrôleur général L’Averdy après l’échec de la réforme de la taille et de la libéralisation des prix du grain[4].

- 1er octobre : Étienne Maynon d’Invault est nommé contrôleur général des finances[4].
- 9 octobre : les troupes paolistes mettent en déroute l’armée française  du général Chauvelin à la bataille de Borgo[7].
- 27 octobre : enregistrement de l’édit prorogeant pour trois ans la taille tarifée de la généralité de Châlons[4].
- Octobre : le chimiste Pierre Joseph Macquer identifie les gisements de kaolin de Saint-Yrieix, découvert par l'épouse de Jean-Baptiste Darnet, chirurgien du Roi. Ils permettent l'essor de la porcelaine de Limoges en 1771[14].

- 17 novembre : arrestation de Le Prévost de Beaumont qui dénonce l’existence d’un pacte de famine[15].
- 8 décembre : Étienne Maynon d’Invault est nommé ministre d’État[16].
- Décembre :
  - édit portant prorogation du second vingtième jusqu’au 1er juillet 1772 enregistré à la Cour des aides  par lit de justice du duc de Chartres le 17 janvier 1769[4].
  - émission de 4 millions de rentes perpétuelles au principal de 40 millions[4].